# Спарта (Карачаево-Черкесия)
Спа́рта (греч. Σπάρτη) — село в Адыге-Хабльском районе Карачаево-Черкесской Республики. 
Входит в состав муниципального образования «Апсуанское сельское поселение».

## География
Село расположено в западной части западной зоны Адыге-Хабльского района, на правом берегу реки Большой Зеленчук. Находится в 25 км к северо-западу от районного центра — Адыге-Хабль и в 40 км от города Черкесск.
Граничит с землями населённых пунктов: Баралки на юге, Ново-Кувинск на юго-западе, Эрсакон на северо-западе и Апсуа на севере.
Населённый пункт расположен в предгорной лесостепной зоне республики. Вдоль восточной части села тянутся малые холмистые хребты. Терраса имеет общий уклон с востока на запад в сторону долины реки Большой Зеленчук. Средние высоты на территории села составляют 464 метра над уровнем моря.
Почвенный покров отличается исключительным разнообразием. Развиты чернозёмы предкавказские и предгорные. В пойме рек пойменные луговые почвы.
Гидрографическая сеть в основном представлена рекой Большой Зеленчук и с его мелкими родниковыми притоками.
Климат умеренно-теплый. Среднегодовая температура воздуха положительная и составляет около +9°С. Средняя температура июля +22°С, средняя температура января −3°С. Продолжительность вегетационного периода 210 дней. Среднегодовое количество осадков составляет около 650 мм в год. Основная их часть приходится на период с апреля по июнь.

## История
Село было основано понтийскими греками в 1924 году, переселявшимися на Северный Кавказ в начале XX века. Названо в честь древнегреческого города-государства — Спарта.
Первоначально село являлось центром греческой общины Минеральных Вод, но со временем из-за дальнейшего расселения греков село потеряло свой первоначальный статус.
В 1935 году населённый пункт передан в состав Кувинского района Черкесской автономной области, как самостоятельный сельсовет.
В 1957 году с упразднением Кувинского района село передано в состав Апсуанского сельсовета Адыге-Хабльского района.

## Население
| 2002 | 2010 | 2021 |
| ---- | ---- | ---- |
| 653  | ↘569 | ↘431 |

Национальный состав
По данным Всероссийской переписи населения 2010 года:
| Народ   | Численность, чел. | Доля от всего населения, % |
| ------- | ----------------- | -------------------------- |
| греки   | 409               | 71,9 %                     |
| русские | 100               | 17,6 %                     |
| черкесы | 9                 | 1,6 %                      |
| другие  | 51                | 8,9 %                      |
| всего   | 569               | 100 %                      |

## Инфраструктура
- Средняя общеобразовательная школа № 1 — ул. Центральная, 33.
- Фельдшерско-акушерский пункт — пер. Набережный, 1.
- Ветеринарный участок — ул. Кирова, 15.

## Религия
На территории села находится единственный в Адыге-Хабльском районе православный храм:
- Спартанский храм Троицы Живоначальной[5]

## Улицы
Улицы
| Верхняя |
| Кирова  |

| Нижняя  |
| Средняя |

| Центральная |

Переулки
| Крайний    |
| Малый      |
| Набережный |

| Октябрьский |
| Подгорный   |

| Школьный |
| Южный    |